# 飛鷹號航空母艦
飛鷹号航空母舰（ひよう）是日本海軍的航空母艦，為改裝航艦，飛鷹級航空母艦的1號艦。

## 建造
第一次世界大戰之後簽訂了《華盛頓海軍條約》，日本海軍主力艦的總噸位被限制為英美的六成，因而產生了徵招民間船艦的想法，並設立了獎勵制度，鼓勵民間造船業者在造艦時就加入可改造成軍艦的設計。
飛鷹號為日本郵船所屬之橿原丸級客貨輪「出雲丸」郵輪改造成的航艦。
出雲丸於1939年11月30日動工，日本帝國海軍提供了6成的建造經費，原始設計用來營運日美航線，但是在完成了上段甲板後，國際局勢便日趨轉壞，到1940年10月便被軍方以契約明定的有事狀態作為理由徵收改造，因此實際上並沒有真正作為郵輪營運使用。
1941年1月起開始改裝工程，「出雲丸」（飛鷹號）比姊妹艦「橿原丸」（隼鷹號）更早下水，但卻比隼鷹號（原橿原丸）更晚完工成為航艦，船艦編為第1001號艦。
飛鷹級航艦為了雙重用途，建造時鍋爐數量比一般軍艦少，也沒有使用日本海軍慣用的艦政本部式鍋爐與輪機，在效率與維修上都相當不便，也讓這級改裝航艦在航速上無法趕上正規航艦；這也造成服役期間飛鷹級輪機經常故障，甚至因此退出戰鬥的事件。然而就改裝航艦運作效率的角度來說，飛鷹號因為建造起便規劃航艦使用需求，因此飛機的搭載數量與日軍2萬噸級正規航艦相近，且擁有較長的續航力，在實戰運用上日軍仍相當倚重其戰力。
飛鷹號完工後於昭和17年（1942年）七月裝上了與「隼鷹號」、「翔鶴號」同型的二號一型雷達，但是比前兩艦更早列裝。

## 歷史
昭和18年（1943年）6月，於三宅島附近遭美軍板機魚號潛艦襲擊，3發魚雷擊中飛鷹號，其中一發擊中一號鍋爐室，一發未爆彈，飛鷹號僥倖沒有沉沒，並由其他艦拖回橫須賀港修理。
修理完畢後，在昭和19年（1944年）6月的菲律賓海海戰中，飛鷹號遭美軍艦載機發射的魚雷命中左舷輪機室，喪失了航行能力並在下午7:00左右，左舷後部引發大爆炸沉沒。

## 歷代艦長
1. 別府明朋 大佐（1942年7月31日 ）
2. 澄川道男 大佐（1942年11月22日 ）
3. 別府明朋 大佐（1943年8月15日 ）兼任
4. 古川保 大佐（1943年9月1日 ）
5. 横井俊之 大佐（1944年2月16日 ）